# Negatieve inkomstenbelasting

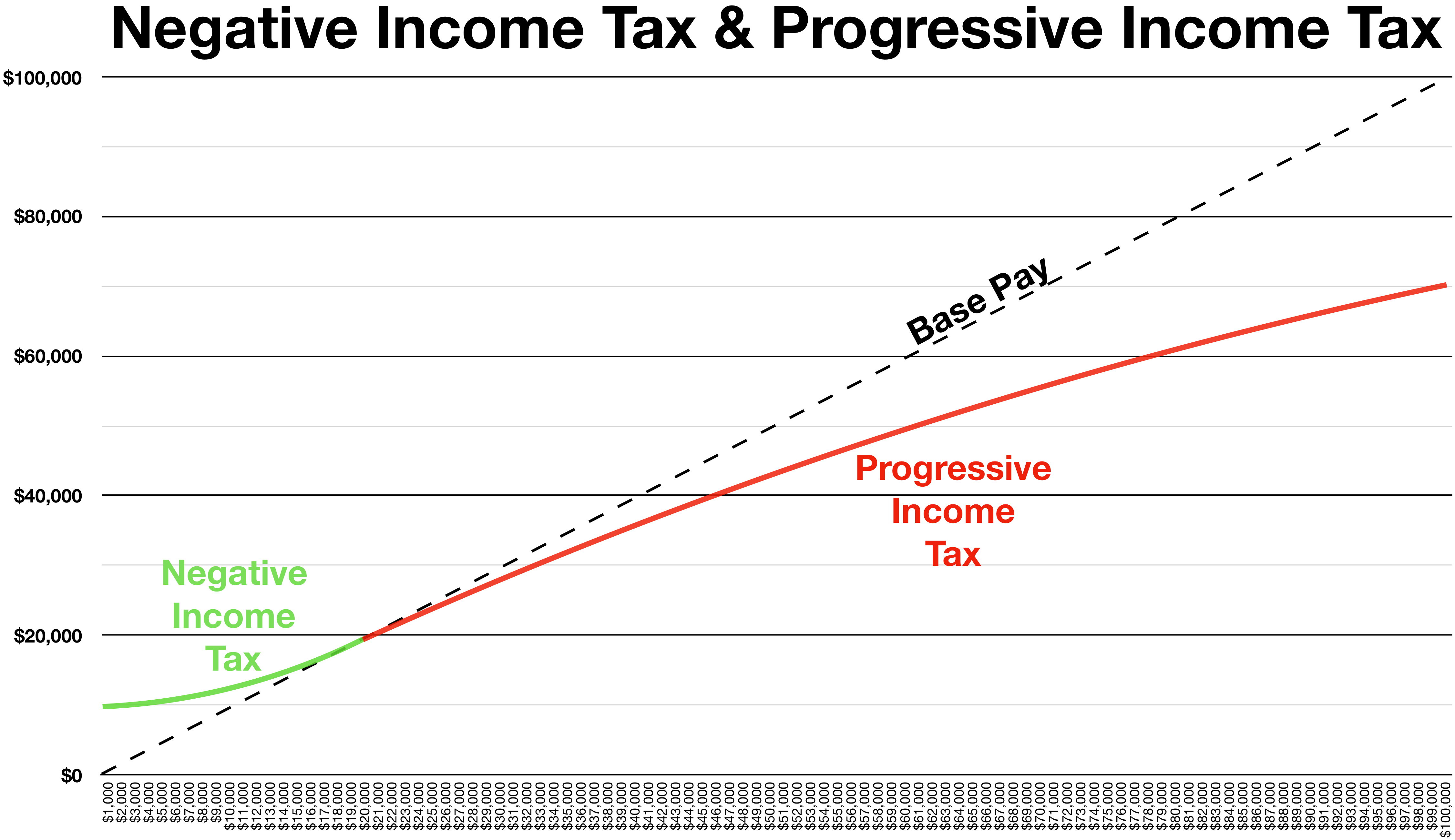
Negatieve inkomstenbelasting
Progressieve inkomstenbelasting
Basisloon

Negatieve inkomstenbelasting (Engels: negative income tax) is een progressieve inkomstenbelasting waarbij mensen beneden een bepaald inkomensniveau overheidshulp krijgen in plaats van belastingen te betalen. Deze 'negatieve belasting' zou voor iedereen gelden en alle andere overheidshulp, die zich vaak slechts tot specifieke groepen richt, vervangen.
Het idee van een negatieve inkomstenbelasting is in de jaren veertig geïntroduceerd in Groot-Brittannië door Juliet Rhys-Williams. Later werd het in de VS gepopulariseerd door de econoom Milton Friedman in zijn boek Capitalism and Freedom (1962).
Tegenwoordig is er weer belangstelling voor de negatieve inkomstenbelasting als alternatief voor een (onvoorwaardelijk) basisinkomen. Het voornaamste voordeel is dat mensen met een voldoende hoog inkomen geen overheidssteun ontvangen, waardoor het voor de overheid goedkoper is en het mogelijk breder wordt geaccepteerd vanuit moreel oogpunt.

## Werking
Friedman illustreert de werking van de negatieve inkomstenbelasting aan de hand van een formule:
{\displaystyle B=G-t\times Y}, waarbij B staat voor overheidshulp (benefits), G voor het basisinkomen (guaranteed level), Y voor het arbeidsinkomen (family income) en t voor het tarief waarmee de overheidshulp afneemt (benefit-reduction rate).
Cruciaal hierbij is dat t lager dient te zijn dan 100%, zodat elke stijging in het bruto arbeidsinkomen (Y), ook tot een stijging in het netto inkomen (B+Y) leidt.

## Voordelen
Het voornaamste voordeel van dit systeem is dat elke stijging van iemands bruto-inkomen ook leidt tot een stijging van het netto inkomen (na belastingen én overheidshulp) en daarmee een einde maakt aan de armoedeval. Dit stimuleert mensen derhalve om (meer) te werken.
Andere voordelen van een negatieve inkomstenbelasting zijn o.a. dat het een basisinkomen voor iedereen verstrekt en dat het gepaard kan gaan met een afschaffing van het minimumloon en overheidssteun aan specifieke groepen (middels subsidies, uitkeringen of importbelastingen).